# Genética evolutiva humana
La genética evolutiva humana estudia cómo un genoma humano se diferencia de otro genoma humano, el pasado evolutivo que dio origen al genoma humano y sus efectos actuales. Las diferencias entre genomas tienen implicaciones y aplicaciones antropológicas, médicas, históricas y forenses. Los datos genéticos pueden proporcionar información importante sobre la evolución humana.

## Origen de los simios

Las relaciones taxonómicas de los hominoides.

Los biólogos clasifican a los humanos, junto con algunas otras especies, como grandes simios (especies de la familia Hominidae). Los homínidos vivos incluyen dos especies distintas de chimpancés (el bonobo, Pan paniscus y el chimpancé común, Pan troglodytes), dos especies de gorila (el gorila occidental, Gorilla gorilla y el gorila oriental, Gorilla graueri) y dos especies de orangután (el orangután de Borneo, Pongo pygmaeus y el orangután de Sumatra, Pongo abelii). Los grandes simios de la familia Hylobatidae de gibones forman la superfamilia Hominoidea de simios.
Los simios, a su vez, pertenecen al orden de los primates (>400 especies), junto con los monos del Viejo Mundo, los monos del Nuevo Mundo y otros. Los datos tanto del ADN mitocondrial (ADNmt) como del ADN nuclear (ADNn) indican que los primates pertenecen al grupo de Euarchontoglires, junto con Rodentia, Lagomorpha, Dermoptera y Scandentia. Esto se ve respaldado además por elementos nucleares intercalados cortos de tipo Alu (SINE) que se han encontrado solo en miembros de los Euarchontoglires.

## Filogenética
Un árbol filogenético se deriva generalmente de ADN o secuencias de proteínas de poblaciones. A menudo, el ADN mitocondrial o las secuencias del cromosoma Y se utilizan para estudiar la demografía humana antigua. Estas fuentes de ADN de locus único no se recombinan y casi siempre se heredan de un solo progenitor, con solo una excepción conocida en el ADNmt. Los individuos de regiones geográficas más cercanas generalmente tienden a ser más similares que los individuos de regiones más lejanas. La distancia en un árbol filogenético se puede utilizar aproximadamente para indicar:
1. Distancia genética. La diferencia genética entre humanos y chimpancés es menos del 2%,[4] o tres veces mayor que la variación entre los humanos modernos (estimada en 0.6%).[5]
2. Lejanía temporal del antepasado común más reciente. Se estima que el ancestro común mitocondrial más reciente de los humanos modernos vivió hace aproximadamente 160.000 años,[6] los últimos ancestros comunes de humanos y chimpancés hace aproximadamente 5 a 6 millones de años.[7]

## Especiación de humanos y simios africanos
La separación de los humanos de sus parientes más cercanos, los simios no humanos (chimpancés y gorilas), se ha estudiado ampliamente durante más de un siglo. Se han abordado cinco cuestiones importantes:
- ¿Qué simios son nuestros antepasados más cercanos?
- ¿Cuándo ocurrieron las separaciones?
- ¿Cuál era el tamaño de población efectivo del antepasado común antes de la división?
- ¿Hay vestigios de la estructura de la población (subpoblaciones) que preceden a la especiación o la mezcla parcial que la sigue?
- ¿Cuáles fueron los eventos específicos (incluida la fusión de los cromosomas 2a y 2b) antes y después de la separación?

### Observaciones generales
Diferentes partes del genoma muestran divergencia de secuencia diferente entre diferentes hominoides. También se ha demostrado que la divergencia de secuencia entre el ADN de humanos y chimpancés varía mucho. Por ejemplo, la divergencia de secuencia varía entre 0% y 2,66% entre regiones genómicas no codificantes y no repetitivas de humanos y chimpancés. El porcentaje de nucleótidos en el genoma humano (hg38) que tenían coincidencias exactas uno a uno en el genoma del chimpancé (pantro6) fue del 84,38%. Además, los árboles de genes, generados por análisis comparativo de segmentos de ADN, no siempre se ajustan al árbol de especies. Resumiendo:
- La divergencia de secuencia varía significativamente entre humanos, chimpancés y gorilas.
- Para la mayoría de las secuencias de ADN, los humanos y los chimpancés parecen estar más estrechamente relacionados, pero algunos apuntan a un clado humano-gorila o chimpancé-gorila.
- Se ha secuenciado el genoma humano, así como el genoma del chimpancé. Los humanos tienen 23 pares de cromosomas, mientras que los chimpancés, gorilas y orangutanes tienen 24. El cromosoma 2 humano es una fusión de dos cromosomas 2a y 2b que permanecieron separados en los otros primates.[9]

### Tiempos de divergencia
El tiempo de divergencia de los humanos de otros simios es de gran interés. Uno de los primeros estudios moleculares, publicado en 1967, midió distancias inmunológicas (DI) entre diferentes primates. Básicamente, el estudio midió la fuerza de la respuesta inmunológica que un antígeno de una especie (albúmina humana) induce en el sistema inmunológico de otra especie (humano, chimpancé, gorila y monos del Viejo Mundo). Las especies estrechamente relacionadas deben tener antígenos similares y, por lo tanto, una respuesta inmunológica más débil a los antígenos de cada uno. La respuesta inmunológica de una especie a sus propios antígenos (por ejemplo, de humano a humano) se estableció en 1.
La ID entre humanos y gorilas se determinó en 1,09, y entre humanos y chimpancés se determinó en 1,14. Sin embargo, la distancia a seis monos diferentes del Viejo Mundo era de 2,46 en promedio, lo que indica que los simios africanos están más estrechamente relacionados con los humanos que con los monos. Los autores consideran que el tiempo de divergencia entre los monos del Viejo Mundo y los hominoides fue de hace 30 millones de años, basándose en datos fósiles, y se consideró que la distancia inmunológica crecía a un ritmo constante. Llegaron a la conclusión de que el tiempo de divergencia de los humanos y los simios africanos era aproximadamente de ~5 millones de años. Ese fue un resultado sorprendente. La mayoría de los científicos en ese momento pensaban que los seres humanos y los grandes simios divergían mucho antes (>15 millones de años).
En términos de identidad, el gorila estaba más cerca de los humanos que de los chimpancés; sin embargo, la diferencia fue tan leve que la tricotomía no pudo resolverse con certeza. Estudios posteriores basados en la genética molecular pudieron resolver la tricotomía: los chimpancés están filogenéticamente más cercanos a los humanos que a los gorilas. Sin embargo, algunos tiempos de divergencia estimados posteriormente (utilizando métodos mucho más sofisticados en genética molecular) no difieren sustancialmente de la primera estimación en 1967, pero un artículo reciente sitúa en 11-14 millones de años.

### Tiempos de divergencia y tamaño poblacional efectivo ancestral

Las secuencias de los segmentos de ADN divergen antes que las especies. Un gran tamaño de población efectivo en la población ancestral (izquierda) conserva diferentes variantes de los segmentos de ADN (= alelos) durante un período de tiempo más largo. Por lo tanto, en promedio, los tiempos de divergencia de genes (t _{A} para el segmento de ADN A; t _{B} para el segmento de ADN B) se desviarán más del momento en que las especies divergen (t _{S}) en comparación con un tamaño de población efectivo ancestral pequeño (derecha).

Los métodos actuales para determinar los tiempos de divergencia utilizan alineaciones de secuencias de ADN y relojes moleculares. Por lo general, el reloj molecular se calibra asumiendo que el orangután se separó de los simios africanos (incluidos los humanos) 12-16 millones de años. Algunos estudios también incluyen algunos monos del Viejo Mundo y establecen el tiempo de divergencia de los hominoides en 25-30 millones de años. Ambos puntos de calibración se basan en muy pocos datos fósiles y han sido criticados.
Si se revisan estas fechas, los tiempos de divergencia estimados a partir de datos moleculares también cambiarán. Sin embargo, es poco probable que cambien los tiempos de divergencia relativa. Incluso si no podemos decir exactamente los tiempos de divergencia absolutos, podemos estar bastante seguros de que el tiempo de divergencia entre chimpancés y humanos es aproximadamente seis veces más corto que entre chimpancés (o humanos) y monos.
Un estudio en el que se utilizó 15 secuencias de ADN de diferentes regiones del genoma de humanos y chimpancés y 7 secuencias de ADN de humanos, chimpancés y gorilas, que determinó que los chimpancés están más relacionados con los humanos que los gorilas. Usando varios métodos estadísticos, se estimó el tiempo de divergencia humano-chimpancé en 4.7 millones de años y el tiempo de divergencia entre gorilas y humanos (y chimpancés) en 7.2 millones de años.
Además, estimaron que el tamaño de la población efectiva del antepasado común de los humanos y los chimpancés era de ~ 100.000. Esto fue algo sorprendente, ya que se estima que el tamaño efectivo de la población actual de humanos es de solo ~ 10,000. Si es cierto, eso significa que el linaje humano habría experimentado una inmensa disminución del tamaño efectivo de su población (y por lo tanto de la diversidad genética) en su evolución. (ver la teoría de la catástrofe de Toba)

A y B son dos loci diferentes. En la figura superior se ajustan al árbol de especies. El ADN que está presente en los gorilas de hoy se separó antes del ADN que está presente en los humanos y los chimpancés de hoy. Por tanto, ambos loci deberían ser más similares entre humanos y chimpancés que entre gorila y chimpancés o gorila y humanos. En el gráfico inferior, el locus A tiene un ancestro común más reciente en humanos y gorilas en comparación con la secuencia del chimpancé. Mientras que el chimpancé y el gorila tienen un ancestro común más reciente para el locus B. Aquí los árboles genéticos son incongruentes con el árbol de la especie.

Otro estudio secuenció 53 segmentos de ADN intergénico no repetitivo de humanos, chimpancés, gorila y orangután . Cuando las secuencias de ADN se concatenaron en una sola secuencia larga, el árbol de unión de vecinos generado apoyó al clado Homo - Pan con un 100% de arranque (es decir, que los humanos y los chimpancés son las especies relacionadas más cercanas de las cuatro). Cuando tres especies están bastante relacionadas entre sí (como humanos, chimpancés y gorilas), los árboles obtenidos a partir de los datos de secuencia de ADN pueden no ser congruentes con el árbol que representa la especiación (árbol de especies).
Cuanto menor es el intervalo de tiempo internodal (TIN), más comunes son los árboles de genes incongruentes. El tamaño efectivo de la población (Ne) de la población internodal determina cuánto tiempo se conservan los linajes genéticos en la población. Un tamaño de población efectivo más alto provoca árboles genéticos más incongruentes. Por lo tanto, si se conoce el lapso de tiempo internodal, se puede calcular el tamaño de población efectiva ancestral del ancestro común de humanos y chimpancés.
Cuando se analizó cada segmento individualmente, 31 apoyaron al clado Homo - Pan, 10 apoyaron al clado Homo - Gorilla y 12 apoyaron al clado Pan - Gorilla. Usando el reloj molecular, los autores estimaron que los gorilas se dividieron primero 6.2-8.4 millones de años y los chimpancés y los humanos se dividieron 1.6-2.2 millones de años después (período internodal) 4.6-6.2 millones de años. El lapso de tiempo internodal es útil para estimar el tamaño efectivo de la población ancestral del ancestro común de humanos y chimpancés.
Un análisis parsimonioso reveló que 24 loci apoyaban al clado Homo - Pan, 7 apoyaban al clado Homo - Gorilla, 2 apoyaban al clado Pan - Gorilla y 20 no dieron ninguna resolución. Además, tomaron 35 loci de codificación de proteínas de bases de datos. De estos, 12 apoyaron al clado Homo - Pan, 3 al clado Homo - Gorilla, 4 al clado Pan - Gorilla y 16 no dieron ninguna resolución. Por lo tanto, solo ~ 70% de los 52 loci que dieron una resolución (33 intergénicos, 19 codificación de proteínas) apoyan el árbol de especies "correcto". A partir de la fracción de loci que no sustentaba el árbol de la especie y el período de tiempo internodal que estimaron anteriormente, la población efectiva del ancestro común de humanos y chimpancés se estimó en ~ 52 000 a 96 000. 
Otro estudio estimó la población efectiva ancestral de "solo" ~ 12,000 a 21,000, usando un método estadístico diferente.

## Diferencias genéticas entre humanos y otros grandes simios
Las secuencias alineables dentro de los genomas de humanos y chimpancés difieren en aproximadamente 35 millones de sustituciones de un solo nucleótido. Además, alrededor del 3% de los genomas completos se diferencian por deleciones, inserciones y duplicaciones.
Dado que la tasa de mutación es relativamente constante, aproximadamente la mitad de estos cambios se produjeron en el linaje humano. Solo una fracción muy pequeña de esas diferencias fijas dio lugar a los diferentes fenotipos de humanos y chimpancés, y encontrarlos es un gran desafío. La gran mayoría de las diferencias son neutrales y no afectan al fenotipo.
La evolución molecular puede actuar de diferentes formas, a través de la evolución de proteínas, la pérdida de genes, la regulación diferencial de genes y la evolución del ARN. Se cree que todos desempeñaron algún papel en la evolución humana.

### Pérdida de genes
Muchas mutaciones diferentes pueden inactivar un gen, pero pocas cambiarán su función de una manera específica. Por lo tanto, las mutaciones de inactivación estarán fácilmente disponibles para que actúe la selección. Por tanto, la pérdida de genes podría ser un mecanismo común de adaptación evolutiva (la hipótesis de "menos es más").
Se perdieron 80 genes en el linaje humano después de la separación del último ancestro común con el chimpancé. 36 de ellos fueron para receptores olfativos. Los genes implicados en la quimiorrecepción y la respuesta inmunitaria están sobrerrepresentados. Otro estudio estimó que se habían perdido 86 genes.

#### Gen de la queratina capilar KRTHAP1
Un gen de la queratina capilar tipo I se perdió en el linaje humano. Las queratinas son un componente importante del cabello. Los seres humanos todavía tienen nueve genes funcionales de queratina del cabello de tipo I, pero la pérdida de ese gen en particular puede haber causado el adelgazamiento del vello corporal humano. Basado en la suposición de un reloj molecular constante, el estudio predice que la pérdida de genes ocurrió relativamente recientemente en la evolución humana, hace menos de 240 000 años, pero tanto la secuencia de Vindija Neandertal como la de Denisovan de alta cobertura contienen los mismos codones de parada prematuros que los modernos. humanos y, por tanto, la datación debería ser superior a 750 000 años.

#### Gen de miosina MYH16
Se ha afirmado que la pérdida del gen de la miosina sarcomérica MYH16 en el linaje humano condujo a músculos masticatorios más pequeños. Estimaron que la mutación que condujo a la inactivación (una deleción de dos pares de bases) ocurrió hace 2,4 millones de años, antes de la aparición de Homo ergaster/erectus en África. El período que siguió estuvo marcado por un fuerte aumento en la capacidad craneal, promoviendo la especulación de que la pérdida del gen pudo haber eliminado una restricción evolutiva sobre el tamaño del cerebro en el género Homo.
Otra estimación de la pérdida del gen MYH16 es de hace 5,3 millones de años, mucho antes de que apareciera Homo.

#### Otro
- CASPASE12, una cisteinil aspartato proteinasa. Se especula que la pérdida de este gen ha reducido la letalidad de la infección bacteriana en humanos.[17]

### Adición de genes
Las duplicaciones segmentarias (SD o LCR) han tenido un papel en la creación de nuevos genes de primates y en la configuración de la variación genética humana.

### Inserciones de ADN específicas para humanos
Cuando se comparó el genoma humano con los genomas de cinco especies de primates de comparación, incluidos el chimpancé, el gorila, el orangután, el gibón y el macaco, se encontró que hay aproximadamente 20.000 inserciones específicas de humanos que se cree que son reguladoras. Si bien la mayoría de las inserciones parecen ser neutrales a la aptitud, se ha identificado una pequeña cantidad en genes seleccionados positivamente que muestran asociaciones con fenotipos neurales y algunas relacionadas con fenotipos dentales y relacionados con la percepción sensorial. Estos hallazgos apuntan al papel aparentemente importante de las inserciones específicas de humanos en la evolución reciente de los humanos.

### Presiones de selección
Las regiones humanas aceleradas son áreas del genoma que difieren entre humanos y chimpancés en mayor medida de lo que puede explicarse por la deriva genética a lo largo del tiempo, ya que las dos especies compartieron un ancestro común. Estas regiones muestran signos de estar sujetas a selección natural, lo que lleva a la evolución de rasgos distintivamente humanos. Dos ejemplos son HAR1F, que se cree que está relacionado con el desarrollo del cerebro y HAR2 (también conocido como HACNS1) que puede haber jugado un papel en el desarrollo del pulgar oponible.
También se ha planteado la hipótesis de que gran parte de la diferencia entre humanos y chimpancés es atribuible a la regulación de la expresión génica más que a diferencias en los genes mismos. Los análisis de secuencias no codificantes conservadas, que a menudo contienen regiones reguladoras funcionales y, por tanto, seleccionadas positivamente, abordan esta posibilidad.

### Divergencia de secuencia entre humanos y simios
Cuando se publicó el borrador de la secuencia del genoma del chimpancé común (Pan troglodytes) en el verano de 2005, se secuenciaron y ensamblaron 2400 millones de bases (de ~ 3160 millones de bases) lo suficientemente bien como para compararlas con el genoma humano. El 1,23% de este secuenciado difirió por sustituciones de una sola base. De esto, se pensó que el 1.06% o menos representaba diferencias fijas entre las especies, y el resto eran sitios variantes en humanos o chimpancés. Otro tipo de diferencia, llamado indeles (inserciones/deleciones) representó muchas menos diferencias (15% como muchas), pero contribuyó ~1.5% de secuencia única a cada genoma, ya que cada inserción o deleción puede involucrar desde una base hasta millones de bases. 
Un artículo complementario examinó las duplicaciones segmentarias en los dos genomas, cuya inserción y eliminación en el genoma explican gran parte de la secuencia indel. Descubrieron que un total del 2,7% de la secuencia eucromática se había duplicado diferencialmente en uno u otro linaje.
| Lugar                       | Humano-chimpancé | Humano-Gorila | Humano-Orangután |
| --------------------------- | ---------------- | ------------- | ---------------- |
| Elementos de aluminio       | 2                | -             | -                |
| Sin codificación (Chr. Y)   | 1,68 ± 0,19      | 2,33 ± 0,2    | 5,63 ± 0,35      |
| Pseudogenes (autosómico)    | 1,64 ± 0,10      | 1,87 ± 0,11   | -                |
| Pseudogenes (Chr. X)        | 1,47 ± 0,17      | -             | -                |
| No codificante (autosómico) | 1,24 ± 0,07      | 1,62 ± 0,08   | 3,08 ± 0,11      |
| Genes (Ks)                  | 1,11             | 1,48          | 2,98             |
| Intrones                    | 0,93 ± 0,08      | 1,23 ± 0,09   | -                |
| Xq13.3                      | 0,92 ± 0,10      | 1,42 ± 0,12   | 3,00 ± 0,18      |
| Subtotal del cromosoma X    | 1,16 ± 0,07      | 1,47 ± 0,08   | -                |
| Genes (Ka)                  | 0,8              | 0,93          | 1,96             |

La divergencia de secuencia tiene generalmente el siguiente patrón: Humano-Chimpancé <Humano-Gorila << Humano-Orangután, destacando el estrecho parentesco entre los humanos y los simios africanos. Los elementos Alu divergen rápidamente debido a su alta frecuencia de dinucleótidos CpG que mutan aproximadamente 10 veces más a menudo que el nucleótido promedio en el genoma. La tasa de mutación es mayor en la línea germinal masculina, por lo que la divergencia en el cromosoma Y, que se hereda únicamente del padre, es mayor que en los autosomas. El cromosoma X se hereda con el doble de frecuencia a través de la línea germinal femenina que a través de la línea germinal masculina y, por lo tanto, muestra una divergencia de secuencia ligeramente menor. La divergencia de secuencia de la región Xq13.3 es sorprendentemente baja entre humanos y chimpancés.
Las mutaciones que alteran la secuencia de aminoácidos de las proteínas ({\displaystyle K_{a}}) son las menos frecuentes. De hecho, ~ 29% de todas las proteínas ortólogas son idénticas entre humanos y chimpancés. La proteína típica se diferencia en solo dos aminoácidos. Las medidas de divergencia de secuencia que se muestran en la tabla solo tienen en cuenta las diferencias de sustitución, por ejemplo, de una A (adenina) a una G (guanina). Sin embargo, las secuencias de ADN también pueden diferir por inserciones y deleciones (indeles) de bases. Por lo general, estos se eliminan de las alineaciones antes de realizar el cálculo de la divergencia de secuencia.

## Diferencias genéticas entre los humanos modernos y los neandertales
Un grupo internacional de científicos completó un borrador de secuencia del genoma neandertal en mayo de 2010. Los resultados indican cierta reproducción entre humanos modernos (Homo sapiens) y neandertales (Homo neanderthalensis), ya que los genomas de los humanos no africanos tienen entre un 1 y un 4% más en común con los neandertales que los genomas de los africanos subsaharianos. Los neandertales y la mayoría de los humanos modernos comparten una variante intolerante a la lactosa del gen de la lactasa que codifica una enzima que no puede descomponer la lactosa en la leche después del destete. Los humanos modernos y los neandertales también comparten la variante del gen FOXP2 asociada con el desarrollo del cerebro y con el habla en los humanos modernos, lo que indica que los neandertales pueden haber podido hablar. Los chimpancés tienen dos diferencias de aminoácidos en FOXP2 en comparación con FOXP2 humano y neandertal.

## Diferencias genéticas entre los humanos modernos
Se cree que el Homo sapiens surgió hace unos 300.000 años. Se dispersó por África y, hace 70.000 años, por Eurasia y Oceanía. Un estudio de 2009 identificó 14 grupos de "poblaciones ancestrales", el más remoto es el pueblo San del sur de África.
Con su rápida expansión a lo largo de diferentes zonas climáticas, y especialmente con la disponibilidad de nuevas fuentes de alimento con la domesticación del ganado y el desarrollo de la agricultura, las poblaciones humanas han estado expuestas a importantes presiones selectivas desde su dispersión. Por ejemplo, se ha descubierto que los asiáticos orientales están separados de los europidos por una serie de alelos concentrados que sugieren presiones de selección, incluidas variantes de los genes EDAR, ADH1B, ABCC1 y ALDH2. Los tipos de ADH1B de Asia oriental en particular están asociados con la domesticación del arroz y, por lo tanto, habrían surgido después del desarrollo del cultivo del arroz hace aproximadamente 10.000 años. Varios rasgos fenotípicos característicos de los asiáticos orientales se deben a una sola mutación del gen EDAR, fechada hace 35.000 años.
A partir de 2017, la base de datos de polimorfismo de nucleótido único (dbSNP), que enumera SNP y otras variantes, enumeró un total de 324 millones de variantes encontradas en genomas humanos secuenciados. La diversidad de nucleótidos, la proporción promedio de nucleótidos que difieren entre dos individuos, se estima entre el 0,1% y el 0,4% para los humanos contemporáneos (en comparación con el 2% entre humanos y chimpancés). Esto corresponde a las diferencias del genoma en unos pocos millones de sitios; el Proyecto 1000 Genomas encontró de manera similar que "un genoma [individual] típico difiere del genoma humano de referencia en 4.1 millones a 5.0 millones de sitios ... afectando 20 millones de bases de secuencia."
En febrero de 2019, se anunció el descubrimiento de evidencia, basada en estudios genéticos utilizando inteligencia artificial (IA), que sugiere la existencia de una especie ancestral humana desconocida, no neandertal, denisovano o híbrido humano (como Denny (homínido híbrido)), en el genoma de humanos modernos.

## Estudios de investigación
En marzo de 2019, se informó de la inserción del gen MCPH1 relacionado con el cerebro humano en monos rhesus de laboratorio, lo que dio como resultado que los monos transgénicos se desempeñaran mejor y respondieran más rápido en "pruebas de memoria a corto plazo que implican colores y formas coincidentes", en comparación con los no transgénicos de control.

## Otras lecturas
- Jobling, Mark A.; Hollox, Edward; Hurles, Matthew; Kivisild, Toomas; Tyler-Smith, Chris (2013). Human Evolutionary Genetics. New York: Garland Science. ISBN 978-0-8153-4148-2. OCLC 829099073.
- Rannala B, Yang Z (August 2003). «Bayes estimation of species divergence times and ancestral population sizes using DNA sequences from multiple loci». Genetics 164 (4): 1645-56. PMC 1462670. PMID 12930768.